# Terada Shinichi
Shinichi Terada (寺田 紳一 Terada Shinichi, sinh ngày 10 tháng 6 năm 1985 ở Ibaraki, Osaka) là một cầu thủ bóng đá người Nhật Bản hiện tại thi đấu cho Tochigi SC.

## Thống kê sự nghiệp câu lạc bộ
Cập nhật đến ngày 23 tháng 2 năm 2018.
| Thành tích câu lạc bộ | Thành tích câu lạc bộ | Thành tích câu lạc bộ | Giải vô địch | Giải vô địch | Cúp                   | Cúp                   | Cúp Liên đoàn | Cúp Liên đoàn | Châu lục | Châu lục  | Tổng cộng | Tổng cộng |
| Mùa giải              | Câu lạc bộ            | Giải vô địch          | Số trận      | Bàn thắng    | Số trận               | Bàn thắng             | Số trận       | Bàn thắng     | Số trận  | Bàn thắng | Số trận   | Bàn thắng |
| Nhật Bản              | Nhật Bản              | Nhật Bản              | Giải vô địch | Giải vô địch | Cúp Hoàng đế Nhật Bản | Cúp Hoàng đế Nhật Bản | Cúp Liên đoàn | Cúp Liên đoàn | AFC      | AFC       | Tổng cộng | Tổng cộng |
| --------------------- | --------------------- | --------------------- | ------------ | ------------ | --------------------- | --------------------- | ------------- | ------------- | -------- | --------- | --------- | --------- |
| 2004                  | Gamba Osaka           | J1 League             | 1            | 0            | 2                     | 0                     | 0             | 0             | -        | -         | 3         | 0         |
| 2005                  | Gamba Osaka           | J1 League             | 2            | 0            | 2                     | 1                     | 3             | 1             | -        | -         | 7         | 2         |
| 2006                  | Gamba Osaka           | J1 League             | 20           | 0            | 3                     | 1                     | 0             | 0             | 0        | 0         | 23        | 1         |
| 2007                  | Gamba Osaka           | J1 League             | 21           | 2            | 4                     | 3                     | 6             | 1             | -        | -         | 31        | 6         |
| 2008                  | Gamba Osaka           | J1 League             | 13           | 2            | 3                     | 0                     | 3             | 0             | 3        | 0         | 22        | 2         |
| 2009                  | Gamba Osaka           | J1 League             | 5            | 1            | 0                     | 0                     | 1             | 0             | 3        | 0         | 9         | 1         |
| 2010                  | Yokohama FC           | J2 League             | 28           | 4            | 1                     | 0                     | -             | -             | -        | -         | 29        | 4         |
| 2011                  | Yokohama FC           | J2 League             | 18           | 0            | 0                     | 0                     | -             | -             | -        | -         | 18        | 0         |
| 2012                  | Gamba Osaka           | J1 League             | 9            | 0            | -                     | -                     | 0             | 0             | -        | -         | 9         | 0         |
| 2012                  | Yokohama FC           | J2 League             | 16           | 0            | 0                     | 0                     | -             | -             | -        | -         | 16        | 0         |
| 2013                  | Yokohama FC           | J2 League             | 38           | 2            | 0                     | 0                     | -             | -             | -        | -         | 38        | 2         |
| 2014                  | Yokohama FC           | J2 League             | 41           | 3            | 1                     | 0                     | -             | -             | -        | -         | 42        | 3         |
| 2015                  | Yokohama FC           | J2 League             | 40           | 2            | 0                     | 0                     | –             | –             | –        | –         | 40        | 2         |
| 2016                  | Yokohama FC           | J2 League             | 29           | 1            | 2                     | 0                     | –             | –             | –        | –         | 31        | 1         |
| 2017                  | Yokohama FC           | J2 League             | 10           | 0            | 1                     | 0                     | –             | –             | –        | –         | 11        | 0         |
| Tổng cộng sự nghiệp   | Tổng cộng sự nghiệp   | Tổng cộng sự nghiệp   | 291          | 17           | 19                    | 5                     | 13            | 2             | 6        | 0         | 329       | 24        |

## Team honours
- Giải vô địch bóng đá các câu lạc bộ châu Á - 2008
- J1 League - 2005
- Cúp Hoàng đế Nhật Bản - 2008
- J. League Cup - 2007